# Hypoptinae
De Hypoptinae vormen een onderfamilie van vlinders uit de familie van de Houtboorders (Cossidae). De wetenschappelijke naam van deze onderfamilie is voor het eerst gepubliceerd door Berthold Neumoegen en Harrison Gray Dyar Jr. in 1894.

## Geslachten
(Tussen haakjes het aantal soorten binnen het geslacht)
- Acousmaticus Butler, 1882 (1)
- Breyeriana Orfila, 1957 (2)
- Dogniniya Yakovlev, Naydenov & Penco, 2019 (4)
- Dolecta Herrich-Schäffer, 1854 (24)
- Givarbela Clench, 1957 (3)
- Givira Walker, 1856 (85)
- Hastam Yakovlev, Naydenov & Penco, 2019 (1)
- Hypopta Hübner, 1819 (20)
- Inguromorpha H. Edwards, 1888 (12)
- Laberlia Yakovlev, Naydenov & Penco, 2020 (3)
- Langsdorfia Hübner, 1821 (19)
- Philanglaus Butler, 1882 (2)
- Philiodoron Clench, 1958 (3)
- Psychogena Schaus, 1911 (2)
- Puseyia Dyar, 1937 (3)
- Qhichwaruna Yakovlev, Naydenov & Penco, 2019 (1)
- Schajovskoia Penco, Yakovlev & Naydenov, 2020 (1)
- Schausisca Gentili, 1989 (2)
- Thonyocossus Yakovlev, Naydenov & Penco, 2019 (1)
- Uretiana Yakovlev, Naydenov & Penco, 2019 (4)
- Wiraqucha Yakovlev, Naydenov & Penco, 2019 (2)